# 精巣外傷
精巣外傷（せいそうがいしょう、英: Testicular trauma）は、片方または両方の精巣が損傷することである。損傷の種類には、鈍的外傷、穿通性外傷、剥脱性外傷などがある。
精巣は陰嚢の中にあり、陰嚢は体外にぶら下がっているので、筋肉や骨により保護されていない。そのため、精巣は叩かれたり、ぶつけられたり、蹴られたり、潰されたりしやすく、コンタクトスポーツ中によく発生する。スポーツ時に保護カップを着用することで、ある程度睾丸を保護できる。
精巣の外傷は、激しい痛み、打撲、腫脹を伴い、重症な場合には不妊症の原因にもなる。殆どの場合、精巣はスポンジのような組織で出来ているため、深刻な損傷を受けることなく、ある程度の衝撃を吸収することができます。稀に精巣が直接打撃を受けたり、骨盤の骨に圧迫されると、精巣破裂と呼ばれる深刻な精巣外傷が起こる。この損傷は陰嚢内に血液を漏出させ、場合によっては不妊症やその他の合併症を引き起こす。重症の場合は、精巣破裂を修復し、精巣を保存するための手術が必要になることもある。
少なくとも1例では、精巣外傷が軽微であったにも拘らず全身性炎症反応症候群（SIRS）を発症した患者が報告されている。